# Polynormande 2009
La 30e édition de la Polynormande s'est déroulée le 2 août 2009. Inscrite au calendrier de l'UCI Europe Tour 2009 dans la catégorie 1.1, elle est la huitième épreuve de la Coupe de France 2009.

## Classement final
|    | Coureur            | Équipe                       |    | Temps           |
| -- | ------------------ | ---------------------------- | -- | --------------- |
| 1  | Matthieu Ladagnous | La Française des Jeux        | en | 3 h 45 min 23 s |
| 2  | Stefan van Dijk    | Verandas Willems             |    | m.t.            |
| 3  | Wesley Sulzberger  | La Française des Jeux        |    | m.t.            |
| 4  | Bert De Waele      | Landbouwkrediet-Tönissteiner |    | m.t.            |
| 5  | Julien El Fares    | Cofidis                      |    | m.t.            |
| 6  | Freddy Bichot      | Agritubel                    |    | m.t.            |
| 7  | Daniele Colli      | CarmioOro-NGC                |    | m.t.            |
| 8  | Steven Tronet      | Roubaix Lille Métropole      |    | m.t.            |
| 9  | Lloyd Mondory      | AG2R La Mondiale             |    | m.t.            |
| 10 | Renaud Dion        | AG2R La Mondiale             |    | m.t.            |